# Крайбрежие на Нингалу
Крайбрежието на Нингалу (на английски: Ningaloo Coast) е обект на световното наследство на ЮНЕСКО в щата Западна Австралия.
С площ над 7 хиляди квадратни километра защитената територия обхваща кораловия риф Нингалу и разположения срещу него бряг на континента.
Нингалу е най-големият крайбрежен риф в света, известен с голямото годишно събиране на китови акули, а континенталната част от защитената територия има характерна карстова геология с множество водни потоци и мрежа от пещери.